# Polana Folwarczna
Polana Folwarczna – polana w Beskidzie Wyspowym, znajdująca się na przełęczy pod Kobylicą (874 m) i na południowych jej stokach. Należy do miejscowości Lubomierz. Położona jest na wysokości około 850–880 m n.p.m. Nazwę polany podaje mapa Geoportalu. Na mapach turystycznych polana jest zaznaczana, ale nie podawana jest jej nazwa. Dawniej, gdy miejscowości na Podhalu były przeludnione, polana była intensywnie użytkowana rolniczo.
Jest to niewielka polana, w dolnej części częściowo zalesiona świerkami. Wiosną zakwita na niej śnieżyczka przebiśnieg, a także rzadkie w Beskidzie Wyspowym krokusy. Mimo niewielkich rozmiarów polana jest widokowa, gdyż znajduje się na grzbiecie. W jej najwyższej części znajduje się skrzyżowanie dwóch szlaków turystycznych. Z polany i przełęczy widoki na dolinę Mszanki oraz Beskid Wyspowy i Gorce. W kierunku od lewej strony widoczne są: Kudłoń, Turbacz, Turbaczyk, Obidowiec, Jaworzyna Ponicka, Maciejowa, Potaczkowa, Luboń Wielki i Szczebel. W dolnej części polany ma swoje źródła potok Wierzbienica.
Polana należy do wsi Łętowe w województwie małopolskim, w powiecie limanowskim, w gminie Mszana Dolna.

## Szlaki turystyki pieszej
Mszana Dolna -Ogorzała – Kiczora – Jasień. 5:30 h (↓ 4:45 h);
 Polana Folwarczna – Lubomierz. 55 min (↓ 35 min).